# Ezrule
Die Ezrule ist ein kleiner Fluss im Nordosten Frankreichs, der im Département Meuse der Region Grand Est nordöstlich der Stadt Bar-le-Duc verläuft.

## Geographie

### Verlauf
Die Ezrule entspringt in einem Quellbereich am Rande des Waldgebietes Bois du Grand Canton knapp südlich von Érize-Saint-Dizier, entwässert generell Richtung Nordnordwest, berührt in seinem Lauf mehrere kleine Ortschaften und mündet nach insgesamt rund 18 Kilometern im Gemeindegebiet von Chaumont-sur-Aire als linker Nebenfluss in die Aire.

### Orte am Fluss
(Reihenfolge in Fließrichtung)
- Érize-Saint-Dizier
- Rumont
- Érize-la-Brûlée
- Rosnes, Gemeinde Raival
- Érize-la-Grande, Gemeinde Raival
- Érize-la-Petite
- Chaumont-sur-Aire